# جزيرة مقرات
جزيرة مقرات هي جزيرة تقع في ولاية نهر النيل في المنطقة الواقعة بمنحنى نهر النيل، بالقرب من مدينة أبو حمد، تمتاز بجمالها الرائع الخلاب الذي يسحرك بمناظرها الطبيعية، وروعة الخالق الذي أبدعها وشكلها بالمناظر الطبيعية التي قلّما توجد في السودان.

## جغرافيا
الطول: من رأس الجزيرة جنوبا وحتى رأسها شمالا حوالي 36 كلم، وعرضها: في بعض المواقع من 6 إلى 5 كلم تقريبا

### الموقع
يحدها من الجنوب رأس جزيرة وصالح الوراق، ومن الشمال الفكي نوح، وشرقا سوق مقل، وغربا مشروع الدلتا. وهي من أشهر وأكبر الجزر في مدينة أبوحمد وهي أكبر جزيرة في السودان، تتواجد حولها بعض الجزر كجزيرة كجي وكجنقيلي وقعيوه ونوري ويوكل وحجر أبوزيد فلي كول والجبلية وقيل عدد جزرها أنه 99 جزيرة.

## التسمية
تعود إلى عهد الممالك النوبية قبل أكثر من 5000 عام وكانت تسمى باللغة النوبية ب Moug n Arti وتعني «جزيرة الكلب» لأنها كانت مكان مخصص لتدريب كلاب الصيد السلوقية وجعلها جاهزة للنقل إلى شمال الوادي ليصطاد بها الملوك المصريين.
وتسمى أيضاً جزيرة المعلمين والأطباء لكثرة المعلمين والأطباء الذين تنحدر أصولهم من هذه الجزيرة ويعزى ذلك للذكاء الذي اتصفت به قبيلة الرباطاب.

## قُراها
توجد بها قرى كثيرة منها:
1. حجر مقل.
2. الحبيل.
3. الخزينة.
4. التميرات.
5. دبر.
6. الباراب.
7. الصِّيحان.
8. العَقَدة.
9. المكيسر.
10. الشلاَّل.
11. الجِريف.
12. الحلة.
13. صنقرة.
14. كَلَسَيكل قُبلي.
15. كلسيكل بحري.
16. أم سفايه.
17. زروق.
18. بطران .
19. كُدُرمه.
20. السيال
21. السنجراب
22. النبيري
23. النبارى التحت
24. نباري الفقرا
25. الفرسيب
26. مقل وتحدها بعض الجزر منها كجي، نوري
27. يوكل
28. أم شعاف
29. أم جدار
30. برتي كول
31. فلي كول
32. البسيقة
33. النوابية
34. عجل
35. كديته (في غرب الجزيرة) ومن أحياء كديته: النقعة، بانت, شوتك والجبلية.

## قبائلها
ومن القبائل:
1. الرباطاب والعبابدة

## روابط خارجية
- خريطة جزيرة مقرات - وكالة ناسا